# 청량산층
청량산층(Cheongnyangsan Formation, 淸凉山層)은 대한민국 경상 분지 영양소분지 지역에 분포하는 중생대 백악기의 퇴적암 지층이다. 청량산에서 그 이름이 유래된 청량산층은 가송동층 상위, 도계동층 하위의 지층이며 경상북도 영양군과 그 주변에 위로 굽은 말굽자석 모양으로 발달한다. 청량산층은 대개 역암으로 구성된 하부의 청량산층원(Cheongnyangsan formation under cheongnyangsan member, 또는 청량산역암)과 현무암이 협재되는 상부의 오십봉층원(Cheongnyangsan Formation upper oshib-bong member, 또는 오십봉현무암)으로 나누어진다. 청량산층원과 오십봉층원은 영양소분지 남동부 지역에서 동화치층과 도계동층을 구분하는 열쇠층(Key bed) 역할을 한다.

## 지층 이름의 유래
청량산층의 이름은 지층이 가장 표식적으로 발달하는 경상북도 봉화군의 청량산에서 유래되었다. 청량산층 오십봉층원의 이름은 영양군 수비면 죽파리에 위치한 오십봉(826.9 m)에서 유래되었다.

## 지역별 암상

### 안동시
중평동 지질도폭(1970)에서 청량산층군으로 명명되었으며 본 층은 역암으로 구성된 청량산층과 주로 화산암류로 된 오십봉층으로 구분되었다.
청량산층은 임동면 태곡리 남부에만 조금 분포하며 현저한 원형 역암과 사암, 이암, 이회암의 협층(挾層)으로 된다. 역암의 역(礫)은 편마암, 화강암, 회색 사암, 적갈색 이암으로 구성된다. 
오십봉층은 도폭 북동부 도계동층 하부 안동시 예안면 구룡리와 임동면 대곡리 상부 계곡 지역에 북서-남동 방향으로 발달한다. 본 층은 주로 안산암 및 현무암질 용암류(熔岩流)로 구성되고 용암류 사이에 수 매의 자색(赭色) 사암과 이암 및 역암이 교호(交互)하고 있다. 임동면 대곡리에서 관찰된 바에 의하면 최고 13매(枚)의 안산암류가 있었던 반면 예안도폭과의 접경부(임동면 태곡리 일대)에서는 1매에 불과하였다. 이로 미루어 최소 13회 이상의 라바(lava; 용암)의 용출이 있었음을 알 수 있다. 
용암류 각 층의 두께는 15 m 내외의 두터운 곳에서 1 m 내외의 엷은 것에 이르어 다양하다. 용암류의 매수 또한 다양한데 가까운 거리에서 다양한 것이 관찰된다. 본 층의 분포 중심지에 해당하는 금수천, 대곡리, 두름산을 잇는 불과 4제곱킬로미터의 범위내에서 금수천 골짜기에서는 무려 13매이던 것이 대곡리 골짜기에는 3매로 줄었다가 대곡리 소재 두름산(頭廩山) 부근에서는 불확실하나 6~7매의 용암류가 확인되었다. 이로 보아 이 지역은 용암류 연변(沿邊; 가장자리)부에 해당하여 그에 미치는 거리가 달랐음을 알려주는 것으로 해석된다.
예안 지질도폭(1963)에서는 중평동 도폭과 마찬가지로 청량산층군으로 명명되었으며 주로 역암으로 구성된 하부의 청량산층과 안산암질화산암류와 역암의 호층으로 구성된 상부의 오십봉층으로 구분된다. 
청량산층은 청량산을 비롯하여 낙동강 상류 동부 지역의 험준한 지형을 이룬다. 대체로 원형 역암이 우세하고 박층의 이회암, 사암, 이암, 석회암 등이 협재된다. 역암의 역(礫)은 담회색과 회색 규암, 결정질 편암, 회색 석회암, 각섬석화강암, 편마암, 적갈색 이암, 회색 사암 등이며 드물게 안산암류도 함유한다. 직경은 5~10 cm가 보통이다. 지층의 두께는 650~700 m이나 봉화군 재산면 일부 지역에서 불규칙하게 발달하는데 이는 퇴적기저면의 부분적인 침식에 의한 것으로 보인다. 
오십봉층은 태곡 단층에 의해 서로 분리되어 분포하는데, 태곡 단층 서측의 청량산 일대와 동측의 재산면 남면리 일대이다. 안산암질 용암류 사이에 협재된 여러 매(枚)의 원형 역암, 적갈색 사암, 이암으로 구성된다. 본 층의 하부는 전역에 걸쳐 비교적 두꺼운 안산암류가 발달한다. 역암의 역(礫)은 3~5 cm 직경의 화강암, 규암, 사암, 편암, 변성퇴적암 및 화성암류이다. 
청량산 남부에서 관찰된 바에 따르면 화산암류 속에 있는 현저한 퇴적암은 3매가 확인되며 각 층의 두께는 아래의 것으로부터 각각 25~30 m, 10 m, 10 m이며 이들은 5~15 m 간격으로 떨어져 있다. 최상부의 화산암류 내에도 얇은 층의 원형 역암, 사암, 이암의 호층(互層)이 있으나 불규칙하다. 안산암은 풍화에 의해 암갈색을 띤다. 지층의 두께는 행화동(杏花洞) 부근에서 약 250 m 로 측정되었다.
안동시 예안면 인계리, 지방도 제933호선 도로변(북위 36° 40′ 38.0″ 동경 128° 54′ 28.0″ / 북위 36.677222°  동경 128.907778° , 지번: 예안면 인계리 819)에 청량산층의 노두가 있다. 
안동시의 청량산층

### 청량산
청량산층 하부 청량산층원(청량산역암)은 봉화군의 청량산도립공원 내 청량산 산정부를 비롯해 산복부에 넓게 분포하며 문명산, 청량산을 비롯한 험준한 지형을 형성한다. 청량산층 상부 오십봉 현무암은 도립공원 동부 산정부에 분포하며 4 내지 6매의 현무암과 사이에 협재되는 녹회색/적갈색 역암, 적갈색 사암/이암으로 구성된다. 청량산도립공원 내에는 두께 50m의 역암체인 병풍바위와 같이 수많은 절벽들이 발달한다. 청량산 도립공원은 기반암인 청량산층이 노출되어 암봉을이루는 곳이 많은데, 이는 청량산층이 영양소분지의 타 지층에 비해 상대적으로 풍화와 침식에 강해 침식을 덜 받아 높은 산지를 형성한 것이다. 청량산도립공원 내에는 서북서-동남동 방향의 남애 단층과 북곡 단층이 있으며 이들 단층은 수직 절리와 단애 그리고 직선상의 계곡들을 형성시켰다.
청량산도립공원 봉화군 명호면 낙동강변의 청량산층
- 북위 36° 47′ 10.9″ 동경 128° 53′ 35.9″ / 북위 36.786361°  동경 128.893306°
- 북위 36° 49′ 05.1″ 동경 128° 53′ 14.6″ / 북위 36.818083°  동경 128.887389°

### 영양군
도계동 지질도폭(1963)에서는 주로 역암으로 구성되어 있는 하부 청량산층원(Kchc)과 현무암류로 구성되어 있는 상부 오십봉층원(Kcho)으로 구성되어 있다.
하부 청량산층원은 신라통(신라층군)의 기저 역암층으로서 대부분이 역암으로 구성되어 있다. 청량산층원을 구성하는 역암은 갈색을 띠우며 자갈은 울련산층 역암의 자갈과 유사하나 홍색장석화강암(red feldspar granite)의 역을 다량 함유하는 것이 다르다. 역의 크기는 흔히 15 cm 내외의 것으로서 1.5 m에 달하는 것도 있다. 청량산층원은 왜관 및 대구도폭 지역에서의 신라통(신라층군)의 기저층인 신라 역암층에 대비되는 것으로 추정된다. 청량산층원의 두께는 0~150 m이며 영양군 수비면 오기리와 죽파리에서 하부의 가송동층, 상부의 오십봉층원 사이에 묻혀 잠시 끊어진다.
상부 오십봉층원은 주로 현무암류로 구성되어 있으며 본 층원 하부에서는 현무암류가 현저하게 발달하나 상부에서는 수 매의 현무암류가 역암, 사암, 자색(赭色) 셰일 및 이암 등과 호층을 이룬다. 본 층의 상부에서는 현무암층이 점차 첨멸(尖滅)하며 상부의 도계동층으로 점이(漸移)된다. 수비면 일대에서 북동-남서 주향으로 발달하는 장수포 단층을 경계로 동부와 서부에서 현무암류의 발달이 현저하게 다르다. 장수포 단층 서부인 일월산 남쪽 지역에서는 현무암류가 퇴적암층과 수회 반복되나 동부인 수비면 죽파리와 송하리 등지에서는 본 층원의 하부에 대규모의 현무암류가 발달되며 도폭의 동남부 수비면 죽파리에 소재한 오십봉 부근에서는 약 900 m에까지 달하는 현무암류가 발달한다. 오십봉을 중심으로 하여 넓게 분포하는 현무암층은 오십봉층원의 하부에 속하는 것으로서 최소한 5회 이상의 용암류에 의하여 형성된 것으로 추정된다. 
영양읍 기산리(岐山里) 부근에 분포하는 본 층원의 상부에서는 5 내지 6매 이상의 현무암층이 역암 및 자색(赭色) 셰일 혹은 이암 등의 퇴적암류와 호층대(互層帶)를 이룬다. 오십봉층원은 최소한 11회 이상의 용암류에 의해 형성되었으리라고 생각된다. 오십봉층원의 상부에는 역암, 사암, 셰일 및 이암등이 현무암층과 호층을 이룬다. 이들 퇴적암은 대체로 응회질이다. 하부 청량산층의 역암과는 색은 물론 역(礫)의 크기와 모양에 있어서도 다르다. 역(礫)의 크기는 10 cm 이하이며 5 cm 내외의 것들이 가장 많다. 사암과 셰일은 응회질이며 갈색 내지 자색(赭色)이다. 이들 퇴적암의 각 두께는 20 m 내외로서 현무암류와 호층을 이룬다. 
사암, 셰일 및 이암의 성층면(成層面)에서는 흔히 건열이 발견되며 사암과 이암 중에는 벌레가 서식한 것으로 추정되는 세관(細管; 가느다란 관) 모양의 흔적이 남아 있다. 현무암류는 청량산 방면으로 갈수록 안산암질암으로 점이(漸移)하여 예안 지질도폭 지역에서는 안산암으로 발달한다. 영양군 지역에서도 층원의 상위로 갈수록 안산암질암으로 변화한다. 현무암은 육안으로 암회색 내지 어두운 자색(赭色)을 띠며 사장석의 백색 침상결정(針狀結晶)이 발달한다. 오십봉층원의 두께는 100 내지 900 m이다.
영양군 일월면 문암리 산 107-5 (북위 36° 45′ 09.96″ 동경 129° 09′ 46.41″ / 북위 36.7527667°  동경 129.1628917° )에는 국도 제31호선 도로변 노두를 따라 하천 기원의 역암, 사질역암으로 구성된 청량산층의 역암층이 연속적으로 드러나 있으며 층리가 고각으로 경동되어 발달한다. 이러한 지층의 경동은 일월산 스러스트 단층과 연관된 것으로 보인다. 청량산층의 역암은 영양 소분지 하양층군의 건층(key bed) 역할을 하는 중요한 지층이다. 단층 운동으로 인해 단층면 상에는 단층조선과 단층섬유가 발달한다.
영양 지질도폭(1970)에서 주로 역암으로 구성된 청량산층원(Kchc)과 퇴적암 및 현무암류의 호층로 구성되어 있는 오십봉층원(Kcho)으로 구성된다. 하부 청량산층원은 영덕군 창수면 창수리 북서부 산 중턱과 입암면 대천리-산해리의 영등산(505.5 m) 주변에 소규모 분포하며 상부 오십봉층원에 의해 정합으로 덮이고 하부의 가송동층과의 관계는 분명하지 않으나 정합으로 간주된다. 청량산층원은 주로 역암으로 구성되며 역질사암, 사암 및 이암, 응회질 역암 및 사암층을 협재한다. 역암은 주로 담회녹색을 띠며 역은 주로 현무암, 규암, 화강암류, 사암, 편마암 등으로 구성되고 크기는 최대 25~30 cm, 평균 5~16 cm, 최소 3~5 cm이다. 청량산층원의 두께는 130 m 이하로 영등산에서 130 m로 가장 두껍게 발달하고 창수리 북서부에서 최고 40 m의 얇은 두께를 보인다.
상부 오십봉층원은 영양군 영양읍 무창리와 감천리, 입암면 금학리와 영등산 산정부에 분포하며 하부 청량산층원과의 경계는 오십봉층원 최하부에 놓이는 현무암류 기저부로 설정된다. 그리고 지역적으로 청량산층원이 없는 곳에서는 가송동층을 직접 덮는다. 본 층원은 현무암류와 역암, 역질사암, 이암 및 이회암 등으로 구성되는 퇴적암층과 호층을 이루며 전반적으로 현무암류가 우세하다. 상부로 가면서 퇴적암층 두께가 약간 증가하고 현무암류가 점차 얇아지며 퇴적암층의 구성암이 조립질인 것이 우세해지는 경향이 있다. 영양읍 화천리-무창리 일대에서 가장 많은 현무암류(최소 9매)를 함유하며 남서부로 갈수록 점차 감소하여 석보면 홍계리 홍계마을 부근에서 4~6매, 석보면 주남리 남곡마을에서 2~3매, 석보면 신평리의 신평마을에서 2매에서 1매로 줄어들어 이후 택전 단층에 의해 절단되어 도계동층과 접촉한다.
현무암류의 두께는 오십봉층원 하부로 갈수록 두꺼워지는 경향이 뚜렷한데 이 가운데서도 최상부에 놓이는 암류가 가장 두꺼운 것으로서 영양읍 무창리-창수면 백청리 간 쉰섬재에서 영양읍 양구리의 양구마을 부근에 이르기까지 100 m 내외의 두께를 가지며 턱골바위 부근에서는 140 m에 달한다. 그러나 석보면 홍계리 소재 주산(680.3 m)과 신평리 사이에서는 20~50 m의 두께를 보인다. 오십봉층원의 두께는 지역적인 변화가 극심하여 영양읍 무창리에서 700 m에 달하나 석보면에서 15 m까지 감소하며 입암면 영등산 일대에서는 비교적 균일하여 100 m 정도이다.
영양군 입암면 연당리 780-1의 선바위와 남이포는 사행 하천인 반변천과 동천 사이에 발달한 하식애와 기암들로 청량산층 오십봉층원과 도계동층에 해당한다. 이들 하식애와 기암들은 단층 운동과 침식 작용애 의해 형성된 것으로 거대한 촛대를 세워 놓은 것 같은 바위가 선바위[立巖]이고 두 하천이 합류하여 큰 강을 이루는 것을 남이포라 한다. 하천을 따라 약 500 m에 걸쳐 연속적으로 지층이 드러나 있으며 구성 암석은 적색의 사암, 이암, 역암이고 판상 층리와 점이층리가 발달한다. 역암의 역은 잔자갈 내지 왕자갈 크기의 원마도가 양호한 현무암, 규암, 사암 등으로 구성된다.
영양군 영양읍 무창리(북위 36° 37′ 59″ 동경 129° 12′ 40″ / 북위 36.63306°  동경 129.21111° )의 지방도 제918호선을 따라 오십봉층원의 현무암이 잘 드러나 있다. 오십봉 현무암은 대부분 현무암 용암류들로 구성되고 자색 역암, 사암과 이암이 협재한다. 용암류의 상단부는 흔히 유리질(琉璃質)이고 행인상(杏仁狀) 구조가 발달한다.

### 영덕군
영덕군의 청량산층은 현무암, 규암, 화강암, 사암, 편마암 등의 자갈과 화산암력을 포함한 응회질역암, 사암, 이암으로 구성되며 지층의 두께는 2~5 m, 최대 50 m이다. 층리가 거의 관찰되지 않으며 지품면 덕경산에서는 현무암의 박층이 본 층 기저에 놓인다.

## 같이 보기
- 한국의 지질
  - 영양군의 지질
  - 안동시의 지질
  - 청송군의 지질
  - 영덕군의 지질
- 경상 누층군
  - 울련산층
  - 동화치층
  - 가송동층
  - 도계동층
- 청량산 (경북)